# Triste, solitario y final
Triste, solitario y final è un romanzo di Osvaldo Soriano, pubblicato in Italia nel 1974 da Vallecchi. 
Il titolo è tratto dal romanzo Il lungo addio di Raymond Chandler: «Arrivederci, amigo. Non vi dico addio. Vi dissi addio quando significava qualcosa. Vi dissi addio quando ero triste, in un momento di solitudine e quando sembrava definitivo». Fa riferimento al personaggio di Philip Marlowe.

## Personaggi
I due protagonisti sono il detective Marlowe, groggy e in fondo sentimentale sotto una maschera di cinico disincanto, così come lo aveva scolpito Chandler, e lo stesso autore, Osvaldo Soriano. Sullo sfondo si muovono una serie di celebrità di Hollywood (da John Wayne a Charlie Chaplin a Jane Fonda) che vengono coinvolti (e travolti) nelle bislacche indagini dei due protagonisti.

## Trama
Philip Marlowe, che in passato aveva ricevuto l'incarico dall'attore Stan Laurel di indagare sui motivi del suo declino artistico (decretato da una conventio ad excludendum, da parte delle Major di Hollywood, nei confronti dello stesso Laurel e di Oliver Hardy) viene contattato dal giornalista argentino Soriano, che sta scrivendo un libro sull'attore.
Il detective, accompagnato dall'incauto giornalista, attraversa Los Angeles tra risse in stile "Stanlio e Ollio" e bevute omeriche, senza approdare a tangibili risultati investigativi.

## Edizioni
- Osvaldo Soriano, Triste, solitario y final, traduzione di Glauco Felici, collana ET Scrittori, Einaudi, 1991,  p. 166, ISBN 88-06-12515-X.